# Strandiata monikae
Strandiata monikae là một loài bọ cánh cứng trong họ Cerambycidae.